# Serag Monier
Serag Monier, in Ägypten Seraj Munir bzw. Siraj Munir (* 15. Juli 1904 in Kairo; † 1. März 1957 ebenda) war ein ägyptischer Schauspieler mit intensiver Tätigkeit beim deutschen Film in den letzten zwei Jahren vor Beginn des Zweiten Weltkriegs.

## Leben
Monier reiste in jungen Jahren nach Europa in der Absicht, Medizin zu studieren. Nebenbei erlernte er mehrere Sprachen. In einer Jahre später in Deutschland veröffentlichten Selbstbeschreibung gab er an, neben Arabisch auch Deutsch, Englisch und Französisch zu sprechen.
Zunächst arbeitete Monier als Lehrer, ehe er sich entschied, zur Schauspielerei zu wechseln. Monier wurde bald eine bekannte Größe am Kairoer Staatstheater, trat aber anfänglich nur selten vor die Kamera. Für den in seinem Heimatland spielenden Filmstoff Streit um den Knaben Jo, in dem er den Ägypterprinz Halim Pascha verkörperte, kam er 1937 nach Berlin, wo er bis Anfang 1939 bleiben sollte und am Kurfürstendamm 203 wohnte. Das NS-Kino hielt, trotz zahlreicher zu dieser Zeit geltenden, staatlichen Restriktionen gegenüber ausländischen und vor allem „nicht arischen“ Künstlern, für den Mimen mit dem eher dunklen Teint eine Fülle von kleinen Rollen – durchgehend als glutäugiger Ausländer und „Exot“ – bereit. Zeitgleich durchlief Monier am Theater eine Ausbildung zum Regisseur.
Unmittelbar vor Kriegsbeginn 1939 nach Kairo heimgekehrt, wurde der nunmehr über reichlich Kameraerfahrung verfügende Monier in der ägyptischen Filmbranche regelmäßig eingesetzt und drehte seit 1941 Film auf Film: Allein in seinen letzten 16 Lebensjahren konnte man ihn in rund vier Dutzend Produktionen sehen. Er erhielt überwiegend Haupt- oder tragende Nebenrollen, bevorzugt in Dramen und Historienstoffen. Mehrfach war Faten Hamama, Ägyptens populärste Filmschauspielerin jener Jahre, seine Partnerin.
Serag Monier war von 1942 bis zu seinem überraschenden Tod Anfang 1957 mit der Schauspielerin Mimi Shakeeb verheiratet.

## Filmografie (Auswahl)
- 1930: Zeinab
- 1934: Ibn el shaab
- 1937: Streit um den Knaben Jo
- 1937: Mit versiegelter Order
- 1937: Das indische Grabmal
- 1938: Fortsetzung folgt
- 1938: Rote Orchideen
- 1938: Pour le Mérite
- 1938: Napoleon ist an allem schuld
- 1939: Aufruhr in Damaskus
- 1941: Sidi Omar
- 1943: Al-sharaf ghali
- 1945: Rhaba
- 1946: El naeb el am
- 1947: Assir el zalam
- 1947: Abu Zeid el Hilali
- 1948: Laital shababu
- 1948: El wajeb
- 1948: El bostagi
- 1949: Kursi el iteraf
- 1950: Bayumi effendi
- 1951: Zuhour el islam
- 1951: Amina
- 1952: Ward el gharam
- 1953: Lahn al knouloud
- 1954: Wafaa
- 1954: König der Wüste (Fortune carrée)
- 1955: Laila min omri
- 1955: El gassad
- 1956: Shabab emraa
- 1957: Port Said
- 1957: Banat el yom